# Biografielijst We

## Wea

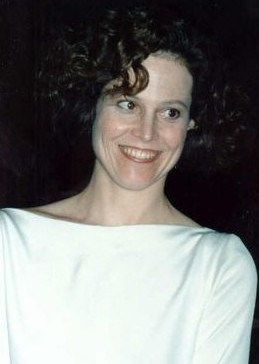
Sigourney Weaver (1989)

- Jake Weary (1990), Amerikaans acteur, zanger, muzikant, muziekproducent en songwriter
- Michael Weatherly (1968), Amerikaans acteur
- Carl Weathers (1948-2024), Amerikaans acteur
- Dennis Weaver (1924-2006), Amerikaans acteur
- Drew Weaver (1987), Amerikaans golfer
- Fritz Weaver (1926-2016), Amerikaans acteur
- James Weaver (1955), Brits autocoureur
- Kaitlyn Weaver (1989), Amerikaans-Canadees kunstschaatsster
- Richard Weaver (1910-1963), Amerikaans schrijver
- Sigourney Weaver (1949), Amerikaans actrice
- Hugo Weaving (1960), Nigeriaans-Australisch acteur

## Web

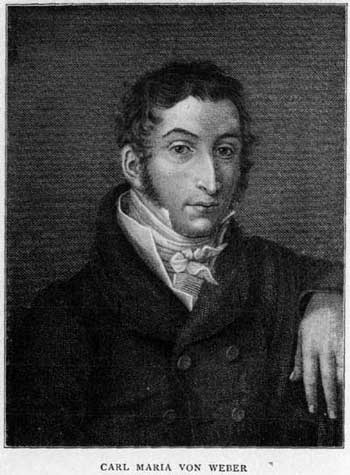
Carl Maria von Weber

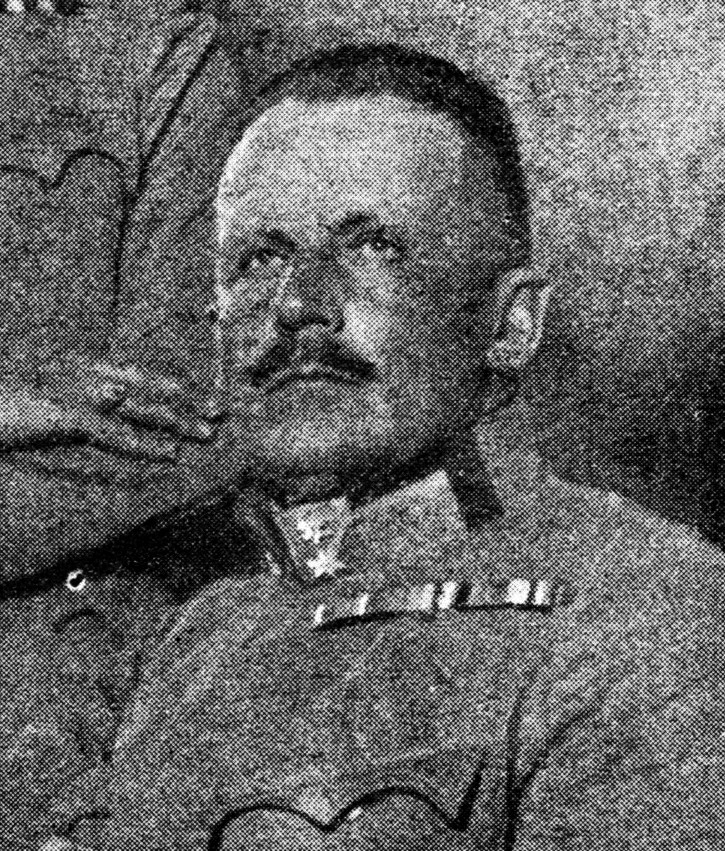
Generaal Viktor Weber Edler von Webenau (1916)

- Alan Webb (1983), Amerikaans atleet
- Ameer Webb (1989), Amerikaans atleet
- Bresha Webb (1987), Amerikaans actrice
- Cheryl Webb (1976), Australisch atlete
- Danny Webb (1958), Brits acteur
- Freddie Webb (1942), Filipijns basketballer en senator
- Howard Webb (1971), Brits voetbalscheidsrechter
- Matthew Webb (1848-1883), Brits zwemmer
- Oliver Webb (1991), Brits autocoureur
- Spider Webb (1910-1990), Amerikaans autocoureur
- Cecil Edwin Webber (1909-1969), Brits scenario- en toneelschrijver
- Mark Webber (1976), Australisch autocoureur
- Ben Weber (1972), Amerikaans acteur
- Carl Maria von Weber (1786-1826), Duits componist
- Ernst Heinrich Weber (1795-1878), Duits arts
- Gábor Wéber (1971), Hongaars autocoureur
- Jake Weber (1964), Engels acteur
- Josip Weber (1965-2017), Kroatisch-Belgisch voetballer
- Marianne Weber (1955), Nederlands zangeres
- Max Weber (1864-1920), Duits econoom, geschiedkundige, rechtsgeleerde en socioloog
- Wilhelm Eduard Weber (1804-1891), Duits natuurkundige en filosoof
- Garrett Weber-Gale (1985), Amerikaans zwemmer
- Viktor Weber von Webenau (1861-1932), Oostenrijks-Hongaars militair
- Ernest Webnje Nfor (1986), Kameroens voetbalspeler
- Alex Webster (1969), Amerikaans bassist
- Andy Webster (1982), Schots voetballer
- Ben Webster (1909-1973), Amerikaans jazzmuzikant
- Daniel Webster (1782-1852), Amerikaans politicus
- David Webster (1922-1961), Amerikaans soldaat, journalist en schrijver
- Derek Webster, Amerikaans acteur
- John Webster (ca. 1580-ca. 1643, Engels toneelschrijver
- Josh Webster (1994), Brits autocoureur
- Mark Webster (1983), Welsh darter
- Nikki Webster (1987), Australisch zangeres
- Noah Webster (1785-1843), Amerikaans lexicograaf
- Thomas Webster (1800-1886), Engels schilder
- William Webster (1924-2025), Amerikaans topambtenaar en jurist

## Wec

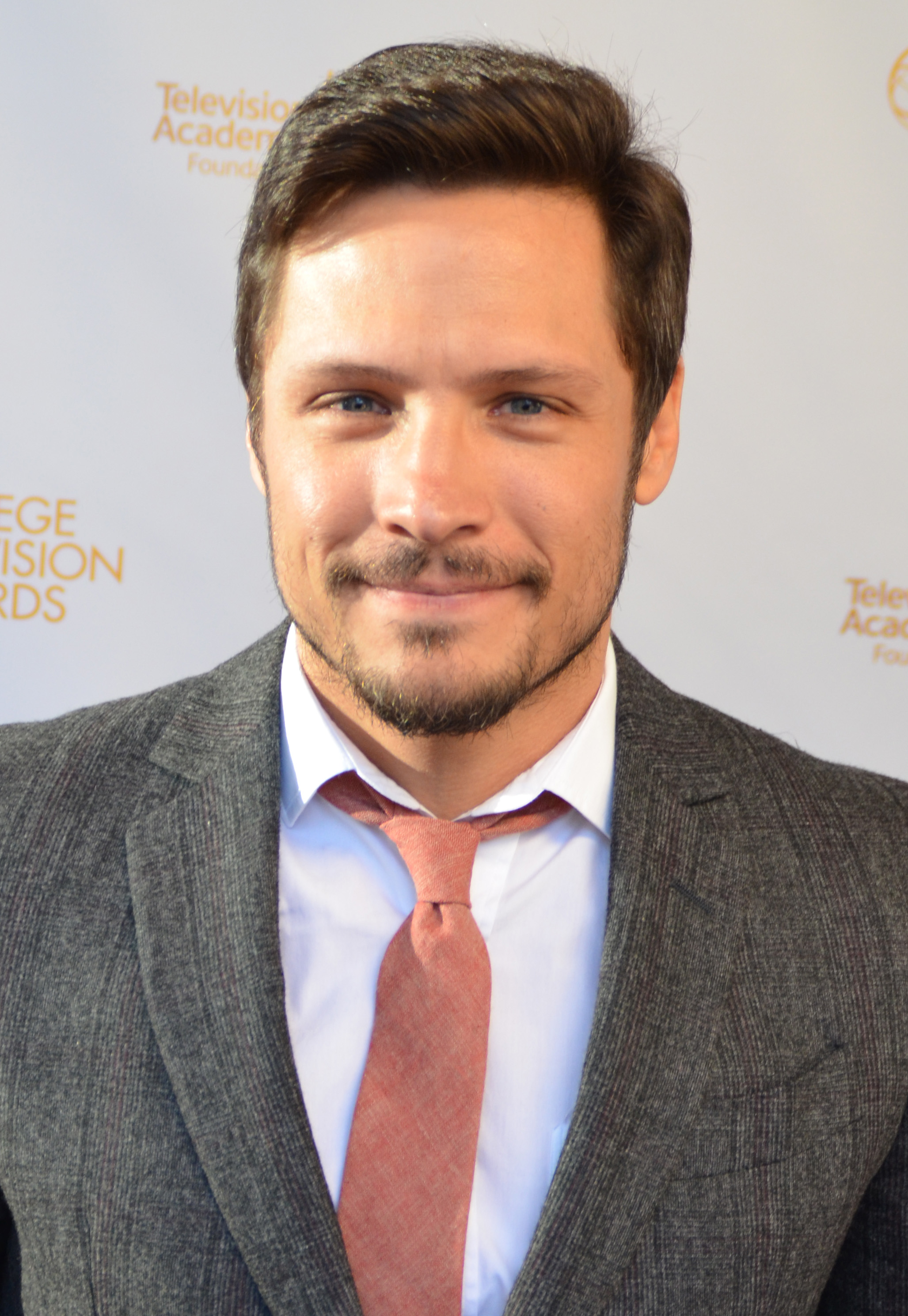
Nick Wechsler, 2014

- Nick Wechsler (1978), Amerikaans acteur
- Kurt Weckström (1911-1983), Fins voetballer
- Hugo Weckx (1935-2024), Belgisch politicus

## Wed
- Sarah Ragle Weddington (1945-2021), Amerikaans advocate en hoogleraar
- Frank Wedekind (1864-1918), Duits schrijver
- Pamela Wedekind (1906-1986), Duits actrice en zangeres
- Christian Konrad Wedemeyer (1969), Amerikaans wetenschapper tibetologie en boeddhologie en schrijver
- Josiah Wedgwood (1730-1795), Brits pottenbakker en ondernemer

## Wee
- Carel Weeber (1937-2025), Nederlands architect
- Ab Weegenaar (1953), Nederlands fagottist en organist
- Otto Weekhout (1941), Nederlands roeier en tandarts
- Gary Weeks (1972), Amerikaans acteur, filmproducent, filmregisseur en scenarioschrijver
- Honeysuckle Weeks (1979), Welsh actrice
- Perdita Weeks (1985), Welsh actrice
- Rollo Weeks (1987), Brits acteur
- Dirk van Weelden (1957), Nederlands schrijver
- Lévi Weemoedt, pseudoniem van Isaäck Jacobus van Wijk, (1948), Nederlands schrijver en dichter
- Christopher Weeramantry (1926-2017), Sri Lankaans advocaat, hoogleraar en rechter
- Charley van de Weerd (1922-2008), Nederlands voetballer
- Jean Baptiste Louis Corneille Charles baron de Wijkerslooth de Weerdesteyn (1873-1936), Nederlands politicus
- Antonius van Weert (ca. 1522-1572), Nederlands franciscaan en heilige
- Ingo van Weert (1994), Nederlands voetballer
- Robert van der Weert (1970), Nederlands voetballer en voetbalcoach
- Sander van Weert (1992), Nederlands voetballer
- Sebald de Weert (+1602), Nederlands zeevaarder en ontdekkingsreiziger
- Tom van Weert (1990), Nederlands voetballer
- Gerrit van Weezel (1882-1942), Nederlands componist en dirigent
- Ebbo van Weezenbeek (1932-1960), Nederlands roeier

## Weg
- Charles Wegelius (1978), Brits wielrenner
- Alfred Wegener (1880-1930), Duits aardwetenschapper
- Rienk Wegener Sleeswijk (1941-2019), Nederlands rechter en maritiem historicus
- Benjamin Weger (1989), Zwitsers biatleet
- Tymon de Weger (1955), Nederlands politicus
- Jan Wegereef (1962), Nederlands voetbalscheidsrechter
- Mathieu Weggeman (1953), Nederlands bedrijfswetenschapper en consultant
- Erik Wegh (1980), Nederlands voetballer
- Froukje Wegman (1979), Nederlands roeister
- Christian Wegmann (1976), Duits wielrenner
- Fabian Wegmann (1980), Duits wielrenner
- Victor Wegria (1936-2008), Belgisch voetballer en voetbaltrainer
- Jan Willem Wegstapel (1924-2020), Nederlands bestuurder en politicus
- Herman Wegter (1978), Nederlands presentator

## Weh
- Jim Wehba (1934-2010), Amerikaans professioneel worstelaar en manager
- Pascal Wehrlein (1994), Duits autocoureur
- Sunna Wehrmeijer (1988/89), Nederlands componiste

## Wei

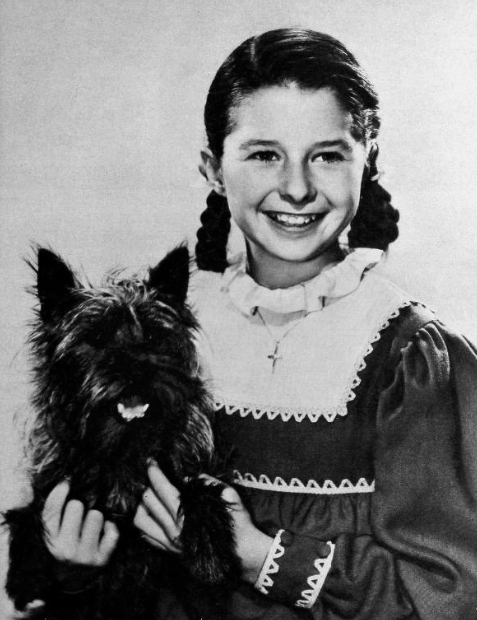
Virginia Weidler

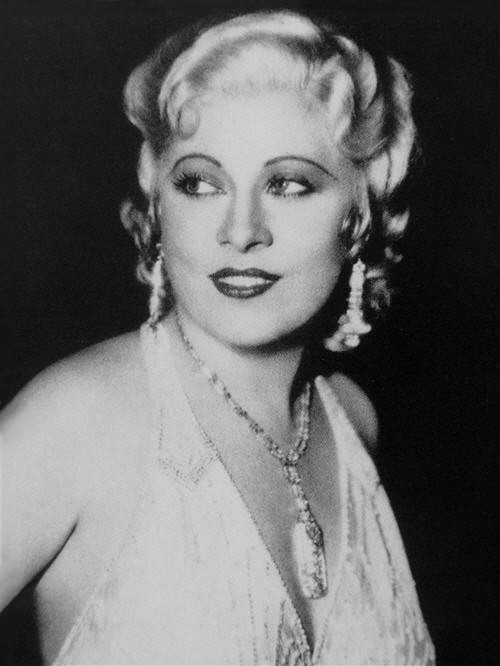
Mae West

- Neric Wei (1981), Chinees autocoureur
- Wei Hui (1973), Chinees schrijfster
- Wei Qingguang (1962), Chinees-Japans tafeltennisser
- Wei Yanan (1981), Chinees atlete
- Albert van der Weide (1949), Nederlands voetballer
- Karel van der Weide (1973), Nederlands schaakgrootmeester en schrijver
- Klaas Weide (1976), Nederlands politicus
- Sander van der Weide (1976), Nederlands hockeyer
- Tjeerd van der Weide (1885-1947), Nederlands politicus
- Henk Weidgraaf (1931-2006), Nederlands ambtenaar, bestuurder en politicus
- Kira Weidle (1996), Duits alpineskiester
- Virginia Weidler (1927-1968), Amerikaans actrice
- Volker Weidler (1962), Duits autocoureur
- Karl Weierstrass (1815-1897), Duits wiskundige
- Ronald Weigel (1959), Oost-Duitse snelwandelaar
- Robin Weigert (1969), Amerikaans actrice
- Saul Weigopwa (1984), Nigeriaans atleet
- Maarten van der Weijden (1981), Nederlands zwemmer
- Philo Weijenborg-Pot (1927), Nederlands advocate en politica
- Firmin de Weijer (1931-2010), Belgisch journalist
- Steef Weijers (1929-2021), Nederlands politicus
- Toon Weijnen (1909-2008), Nederlands taalkundige
- André Weil (1906-1998), Frans wiskundige
- Cynthia Weil (1940-2023), Amerikaans componiste en muziekproducente
- Léon Weil (1896-2006), Frans militair, verzetsstrijder en vertegenwoordiger
- Mark Weil (1952-2007), Oezbeeks theaterregisseur en -directeur
- Scott Weiland (1967), Amerikaans rockzanger
- Wayne Weiler (1934-2005), Amerikaans autocoureur
- Kurt Weill (1900-1950), Duits componist
- Douwe Weima (1897-1990), Drents politicus en verzetsman
- Christian Weimer (1979), Duits triatleet
- George Wein (1925-2021), Amerikaans jazzpianist
- Alvin Weinberg (1915-2006), Amerikaans natuurkundige
- Steven Weinberg (1933-2021), Amerikaans natuurkundige en Nobelprijswinnaar
- Caspar Weinberger (1917-2006), Amerikaans advocaat en politicus
- Jaromir Weinberger (1896-1967), Tsjechisch-Amerikaans componist
- Richard Weinberger (1990), Canadees zwemmer
- Simone Weinberger (1947), Belgisch politica en mensenrechtenactiviste, meisjesnaam van Simone Susskind
- Jennifer Weiner, Amerikaans schrijver, televisieproducent en journalist
- Erich Weinert (1890-1953), Duits verzetsstrijder
- Felix Weingartner (1863-1942), Oostenrijks dirigent, componist, pianist en muziekscribent
- Hans Weingartner (1970), Oostenrijks regisseur
- Pedro Weingärtner (1853-1929), Braziliaans kunstschilder
- Gary Lee Weinrib, bekend als Geddy Lee, (1953), Canadees muzikant
- Claire Weinstein (2007), Amerikaans zwemster
- Amanda Weir (1986), Amerikaans zwemster
- Peter Weir (1944), Australisch regisseur
- Russell Weir (1951-2022), Schots golfspeler
- Warren Weir (1989), Jamaicaans atleet
- Tina Weirather (1989), Liechtensteins alpineskiester
- (Weird Al) Yankovic (1959), Amerikaans zanger, producer, songwriter, acteur, regisseur
- Carlo Weis (1958), Luxemburgs voetballer
- Gab Weis (1926-1994), Luxemburgs striptekenaar
- Heidelinde Weis (1940-2023), Oostenrijks actrice
- Frans Weisglas (1946), Nederlands politicus
- Tom Weiskopf (1942-2022), Amerikaans golfer
- August Weismann (1834-1914), Duits evolutiebioloog
- Christian Weiss (1973), Oostenrijks schaker
- Erhard Weiß (1914-1957), Duits schoonspringer
- Häns'che Weiss (1951), Duits componist en jazzgitaris
- Lalla Weiss (1961), woordvoerder Sintigemeenschap in Nederland
- Michael Weiss (1991), Amerikaans zwemmer
- Peter Weiss (1916-1982), Duits-Zweedse schrijver, beeldend kunstenaar en graficus
- Pierre-Ernest Weiss (1865-1940), Frans natuurkundige
- Rainer Weiss (1932), Amerikaans natuurkundige en Nobellaureaat
- Sabine Weiss (1924-2021), Zwitsers-Frans fotografe.
- Vladimír Weiss (1964), Slowaaks voetballer en voetbalcoach
- Yitzchok Tuvia Weiss (1926-2022), Israëlisch opperrabbijn
- Matthias Weissenbacher (1992), Oostenrijks snowboarder
- Alexis Weissenberg (1929-2012), Bulgaars pianist
- Jan Hendrik Weissenbruch (1824-1903), Nederlands kunstschilder
- Jan Weissenbruch (1822-1880), Nederlands schilder, aquarellist, tekenaar, lithograaf en etser
- Morgan Weisser (1971), Amerikaans acteur
- Stefan Joel Weisser, bekend als Z'EV, (1951), Amerikaans dichter en muzikant gespecialiseerd in percussie
- Jens Weissflog (1964), Duits schansspringer
- Cliff Weissman, Amerikaans acteur
- Gerda Weissmann Klein (1924-2022), Amerikaans schrijfster en mensenrechtenactiviste
- Franz Weissmann (1911-2005), Braziliaans beeldhouwer
- Mike Weissmann (1966), Duits wielrenner
- Victor Weisskopf (1908-2002), Oostenrijk-Amerikaans natuurkundige
- Frans Weisz (1938), Nederlands regisseur
- Géza Weisz (1986), Nederlands acteur
- Johan Weisz (1937), Nederlands Sinto, overlevende van de Holocaust en bloemist
- Rachel Weisz (1971), Brits actrice
- Zoni Weisz (1937), Nederlands Sinto, overlevende van de Holocaust en bloemist
- Abbey Weitzeil (1996), Amerikaans zwemster
- Guus Weitzel (1904-1989), Nederlands radio-omroeper en -verslaggever
- Jess Weixler (1981), Amerikaans actrice en scenarioschrijfster
- Herbert Weiz (1924-2023), Duits politicus
- Ezer Weizman (1924-2005), president van Israël (1993-2000)
- Carl Friedrich von Weizsäcker (1912-2007), Duits natuurkundige en filosoof
- Richard von Weizsäcker (1920-2015), Duits politicus

## Wek
- Kevin Wekker (1987), Nederlands acteur

## Wel

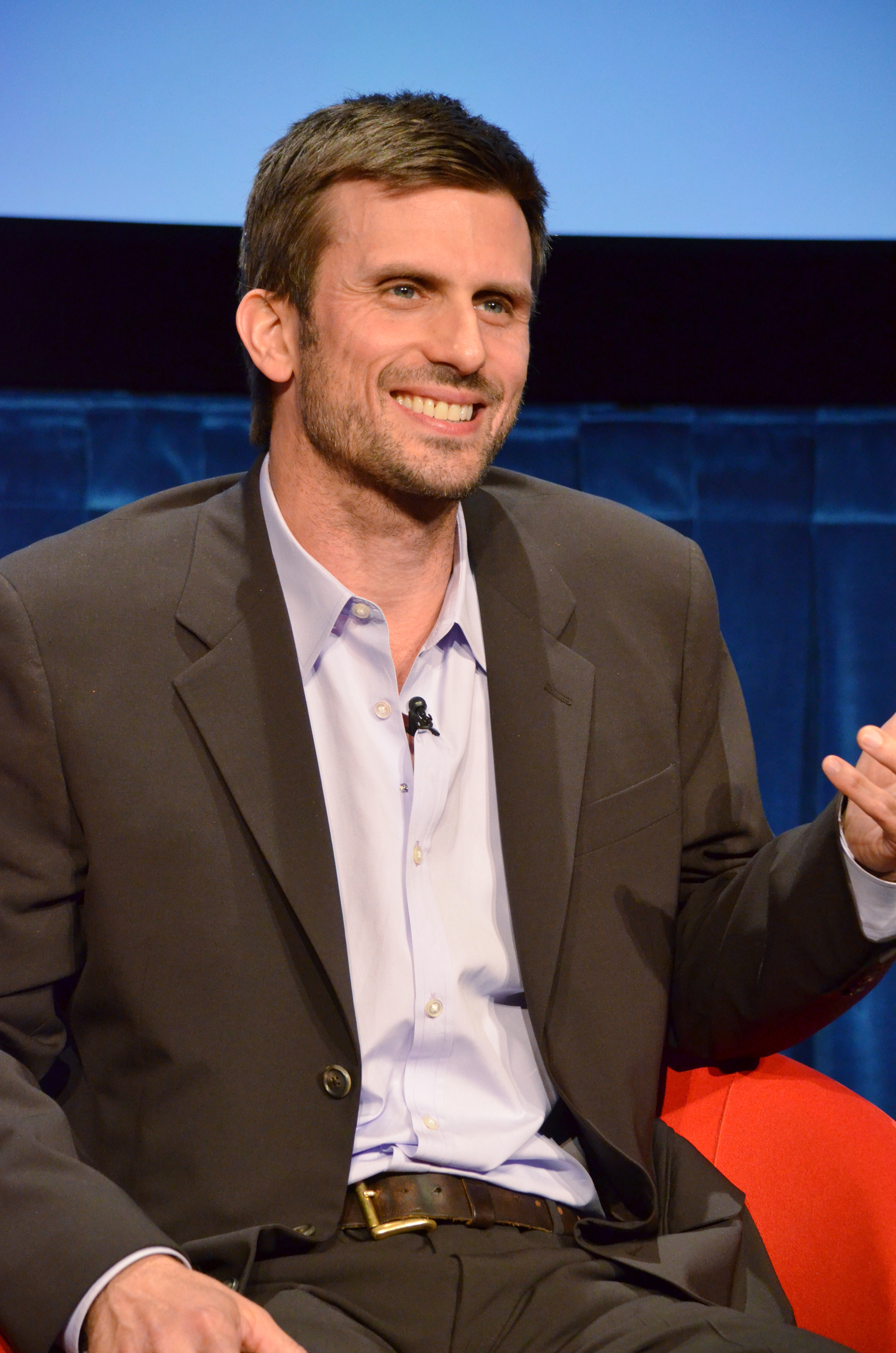
Frederick Weller (2012)

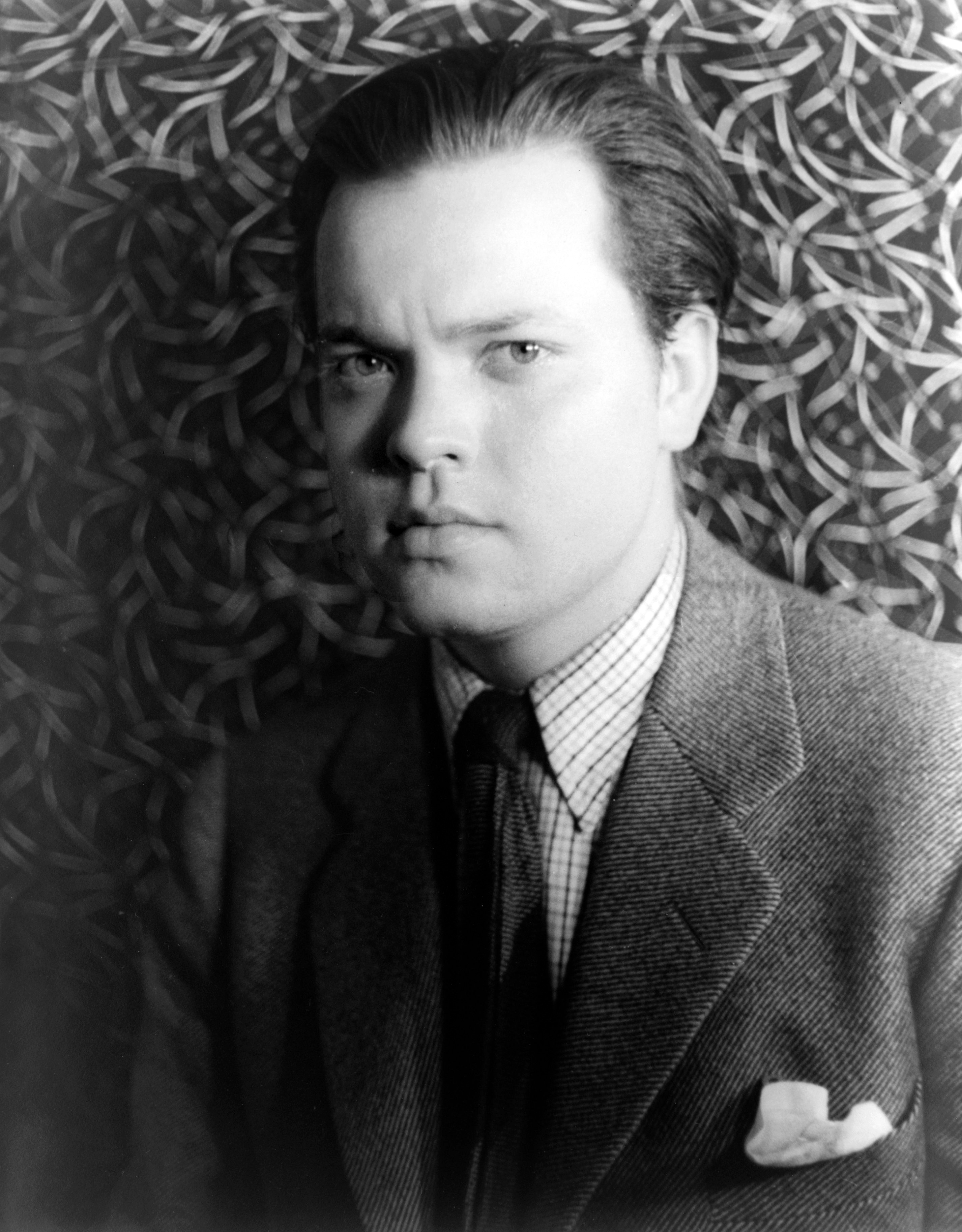
Orson Welles

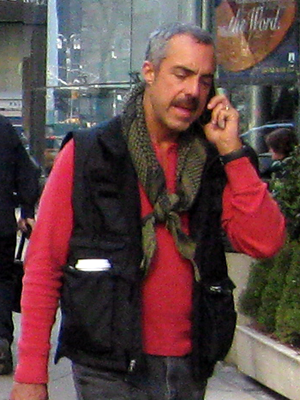
Titus Welliver, 2010

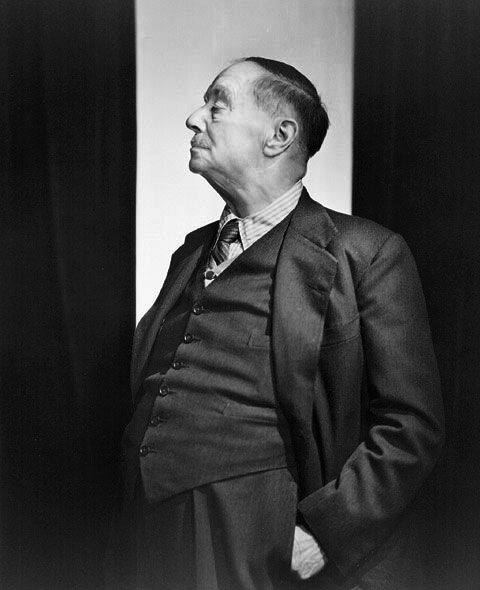
H.G. Wells

- Arend van der Wel (1933-2013), Nederlands voetballer
- Robbert Welagen (1981), Nederlands schrijver
- Danny Welbeck (1990), Engels voetballer
- Joseph Lorenzo Jr. Welbon (1964), Amerikaanse houseproducer bekend als Joe Smooth
- Bob Welch (1945-2012), Amerikaans muzikant
- Brian Welch (1970), Amerikaans muzikant
- Bruce Welch (1941), Brits popmusicus
- Christopher Evan Welch (1965-2013), Amerikaans acteur
- Gillian Welch (1967), Amerikaans singer-songwriter
- Greg Welch (1966), Australisch atleet
- Jack Welch (1935-2020), Amerikaans ondernemer
- Laura Lane Welch (1946), echtgenote van George W. Bush
- Lew Welch (1926-1971), Amerikaans dichter
- Michael Welch (1987), Amerikaans acteur
- Priscilla Welch (1944), Brits atlete
- Raquel Welch (1940-2023), Amerikaans actrice
- Fay Weldon (1931-2023), Brits schrijfster
- Francis Weldon (1913-1993), Brits ruiter
- Marilou Vanden Poel-Welkenhuysen (1941), Belgisch politica
- Adrianus Johannes Maria (Adriaan) van Well (1898-1967), Nederlands ondernemer
- Florian Wellbrock (1997), Duits zwemmer
- Klaus Welle (1964), Europees ambtenaar
- Peter Welleman (1969), Nederlands tekenaar
- Peter Hermannus Hendrikus Wellen (1966), Nederlands rooms-katholiek priester en vicaris-generaal
- Niels Wellenberg (1982), Nederlands voetballer
- Bart Wellens (1978), Belgisch veldrijder
- Geert Wellens (1983), Belgisch veldrijder
- Hein Wellens (1935-2020), Nederlands cardioloog en hoogleraar
- Willy Wellens (1954), Belgisch voetballer
- Jan Wellens de Cock (ca. 1470-1521), Zuid-Nederlands kunstschilder en graveur
- Elly Weller (1913-2008), Nederlands actrice
- Frederick Weller (1966), Amerikaans acteur
- Paul Weller (1958), Brits drummer, gitarist en singer-songwriter
- Peter Weller (1947), Amerikaans film- en toneelacteur, regisseur en leraar
- Zury Mayté Ríos Montt Sosa de Weller (1968), Guatemalteeks politica
- Orson Welles (1915-1985), Amerikaans acteur, regisseur en scriptschrijver
- Siem Wellinga (1931-2016), Nederlands voetbalscheidsrechter
- Andreas Wellinger (1995), Duits schansspringer
- Titus Welliver (1961), Amerikaans acteur
- William A. Wellman (1896-1975), Amerikaans filmregisseur
- William Wellman Jr. (1937), Amerikaans acteur, filmproducent, scenarioschrijver en auteur
- Ellen Wellmann (1948-2023), Duits atlete
- Allan Wells (1952), Schots atleet
- Dan Wells (1991), Brits autocoureur
- Earle Wells (1933-2021), Nieuw-Zeelands zeiler.
- H.G. Wells (1866-1946), Brits schrijver
- Kellie Wells (1982), Amerikaans atlete
- Pete Wells (1948-2006), Australisch gitarist
- Tico Wells, Amerikaans acteur
- Jan Welmers (1937-2022), Nederlands componist en organist
- Vince Welnick (1951-2006), Amerikaans toetsenist
- Klaas Wels (1973), Nederlands voetbalspeler en voetbaltrainer
- Rein Welschen (1941), Nederlands bioloog-geneeskundige en politicus
- Toon van Welsenes (1923-1974), Nederlands atleet
- Kenneth Welsh (1942-2020), Canadees acteur
- Matt Welsh (1976), Australisch zwemmer
- Bernard Welten (1955), Nederlands hoofdcommissaris
- Jennifer Welts (1992), Nederlands actrice en fotomodel
- Johnny Weltz (1962), Deens wielrenner
- Bramine Eelcoline Marie (Babs) van Wely (1924-2007), Nederlands illustratrice en auteur
- Janine van Wely (1937-2022), Nederlands actrice

## Wen

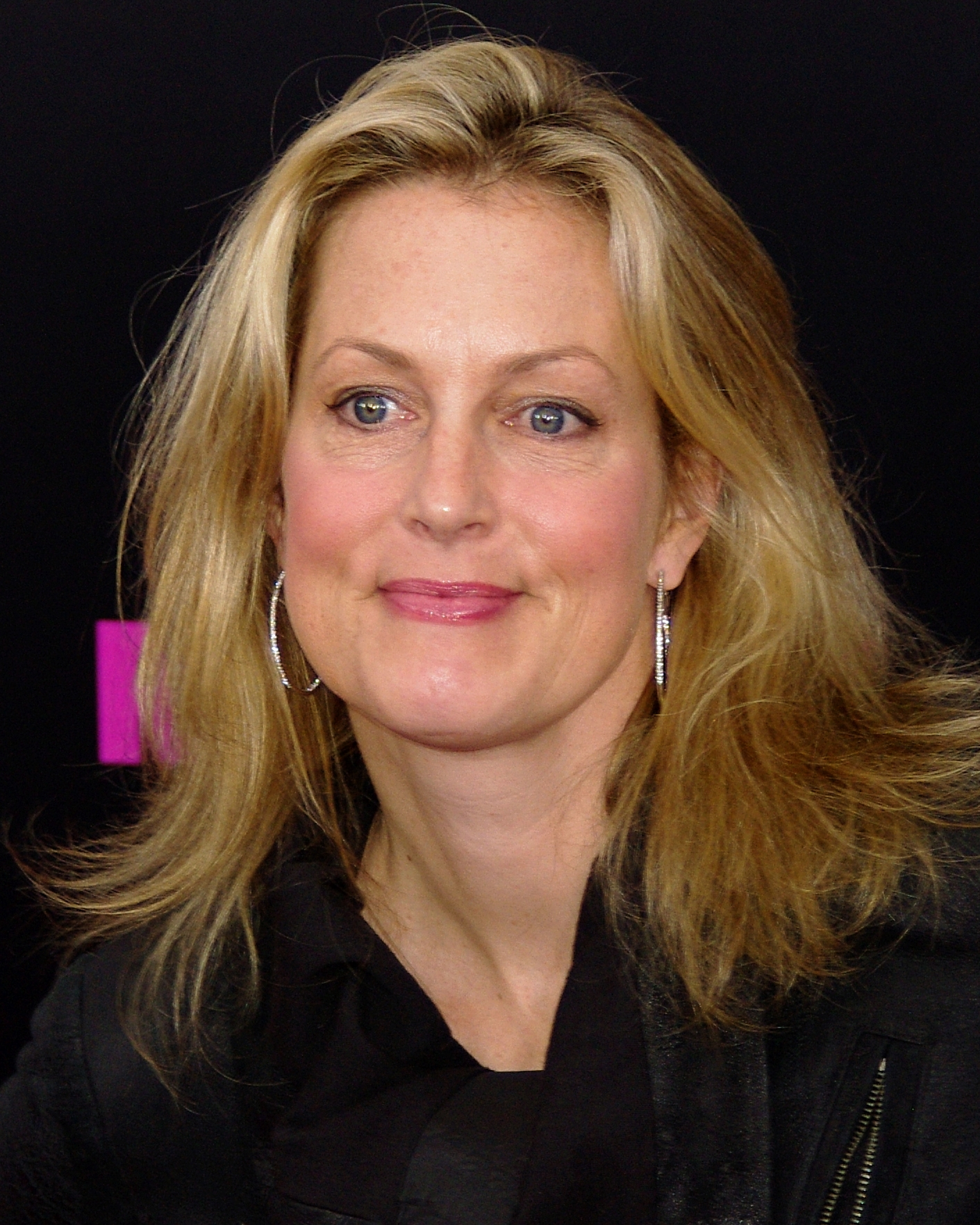
Alexandra Wentworth (2012)

- Wen Yann Shih (20e eeuw), Amerikaans actrice
- Eduard Wenckebach (1813-1874), Nederlands fabrikant en telegrafiepionier
- Henri Wenckebach (1861-1924), Nederlands bestuurder en ingenieur; medeoprichter van Koninklijke Hoogovens
- Karel Frederik Wenckebach (1864-1940), Nederlands hoogleraar geneeskunde
- Karla Wenckebach (1923), Nederlands, glazenier en schilderes
- Ludwig Willem Reymert Wenckebach (1860-1937), Nederlands kunstschilder en graficus
- Oswald Wenckebach (1895-1962), Nederlands beeldhouwer en kunstschilder
- Henk van der Wende (1939-2022), Nederlands politicus
- Philipp Wende (1985), Duits roeier
- Abraham Jacobus Wendel (1826-1915), Nederlands lithograaf en tekenaar
- Joseph Wendel (1901-1960), Duits geestelijke en kardinaal van de katholieke kerk
- Lara Wendel (1965), Duits voormalig actrice
- Govaert Wendelen (1580-1667), Vlaams sterrenkundige en priester
- Wim Wenders (1945), Duits filmmaker en regisseur
- Eshetu Wendimu (1986), Ethiopisch atleet
- Gerhard Wendland (1921-1996), Duits schlagerzanger
- George Wendt (1948-2025), Amerikaans acteur
- Heidi Weng (1991), Noors langlaufster
- Lotta Udnes Weng (1996), Noors langlaufster
- Tiril Udnes Weng (1996), Noors langlaufster
- Wout van Wengerden (1987), Nederlands atleet
- Erben Wennemars (1975), Nederlands schaatser
- Friedrich Went (1863-1935), Nederlands botanicus
- Frits Warmolt Went (1903-1990), Nederlands-Amerikaans bioloog
- Louise Went (1865-1951), Nederlands woningopzichteres en directrice van een bouwonderneming
- Bob Wente (1933-2000), Amerikaans autocoureur
- Gwyneth Wentink (1981), Nederlands harpiste
- Alexandra Wentworth (1965), Amerikaans actrice, filmproducente, scenarioschrijfster en komiek
- Zhang Wenxiu (1986), Chinees kogelslingeraarster
- Anne Wenzel (1972), Duitse beeldhouwer, installatiekunstenaar, fotograaf en kunstschilder
- Hanni Wenzel (1956), Liechtensteins skiër

## Wep
- Elmar Wepper (1944-2023), Duits acteur
- Fritz Wepper (1941-2024), Duits acteur

## Wer

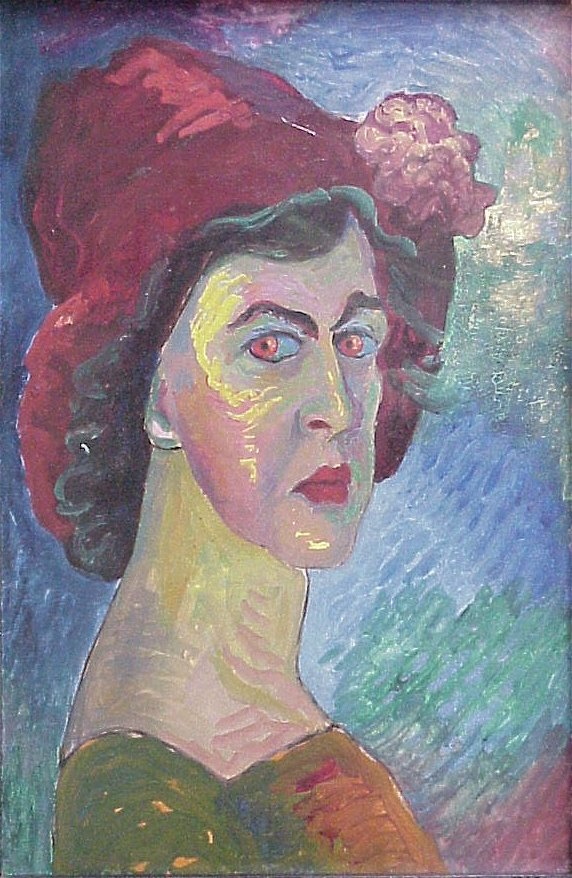
Marianne von Werefkin (zelfportret, ca 1910)

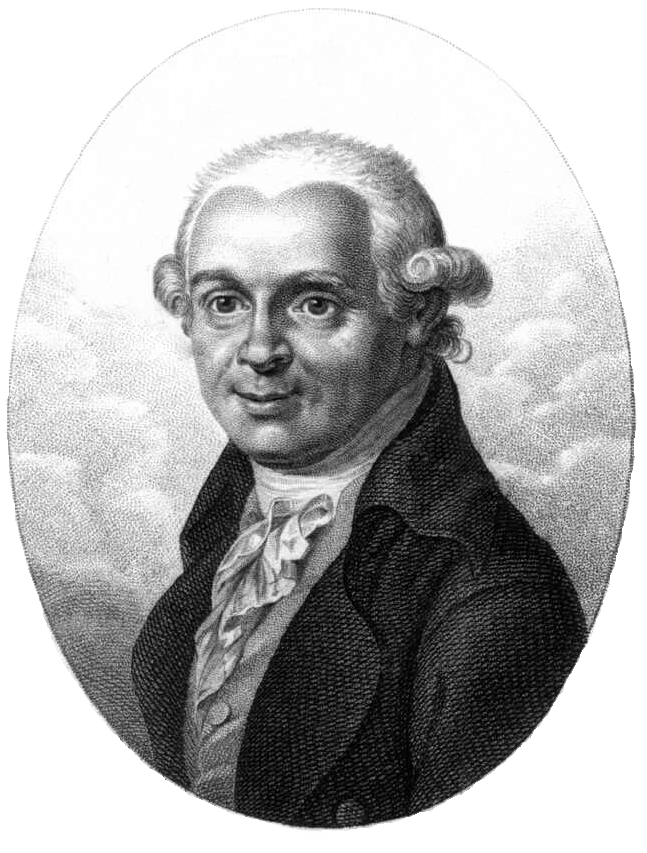
Abraham Gottlob Werner

- Caroline Werbrouck (?), Belgisch musicus
- Jan Steven Werbrouck (1750-1813), Zuid-Nederlands politicus en edelman
- Joseph Werbrouck (1775-1850), Zuid-Nederlands en Belgisch politicus
- Jozef Werbrouck (1692-1747), Zuid-Nederlands bisschop
- Marcelle Werbrouck (1889-1959), Belgisch archeologe, egyptologe en museumconservator
- Stefaan Werbrouck (1958), Belgisch schrijver en scenarist, bekend onder de naam Stefan Broeckx
- Ulla Werbrouck (1972), Belgisch judoka
- Mugabe Were (1968-2008), Keniaans politicus
- Marianne von Werefkin (1860-1938), Russisch expressionistisch kunstschilder
- Ans van der Werf-Terpstra (1916-2011), Nederlands politica
- Aucke van der Werff (1953), Nederlands politicus
- Robert van der Werff (1975), Nederlands triatleet en duatleet
- Ymenus Pieter Willem (Ym) van der Werff (1918-1993), Nederlands onderwijzer en politicus
- Aar van de Werfhorst (1907-1994), Nederlands schrijver en journalist
- Edith Werkendam (1896-1952), Nederlands schrijfster
- John Roland Werket (1924-2010), Amerikaans langebaanschaatser
- Devon Werkheiser (1991), Amerikaanse acteur en zanger
- Hendrik Werkman (1882-1945), Nederlands kunstenaar
- Floyd Werle (1929), Amerikaans componist, muziekpedagoog, dirigent en organist
- Jan Werle (1984), Nederlands schaker
- Wolfgang Werlé, Duits misdadiger
- Pontus Wernbloom (1986), Zweeds voetballer
- Abraham Gottlob Werner (1749-1817), Duits (Pruisisch) mineraloog en geoloog
- Alfred Werner (1866-1919), Duits scheikundige en Nobelprijswinnaar
- Christian Werner (1979), Duits wielrenner
- Ilse Werner (1921-2005), Duits actrice en zangeres
- Lucille Werner (1967), Nederlands televisiepresentatrice en schrijfster
- Marianne Werner (1924-2023), Duits atlete
- Max Werner (1953-2024), Nederlands zanger en drummer
- Pirmin Werner (2000), Zwitsers freestyleskiër
- Joanna Werners (1953), Nederlands schrijfster
- Laura Wernet-Paskel (1911-1962), Arubaans onderwijzeres, schrijfster en eerste politica
- Annie Wersching (1977-2023), Amerikaans actrice
- Isabell Werth (1969), Duits amazone
- Abraham Carel Wertheim (1832-1897), Nederlands bankier, politicus, filantroop en bestuurslid
- Anne-Ruth Wertheim (1934), Nederlands biologiedocent, publicist en activist
- Jacob Leon Wertheim (1839-1882), Nederlands bankier, letterkundige en vertaler
- Jobs Wertheim (1898-1977), Nederlandse beeldhouwer
- Rosy Wertheim (1888-1949), Nederlands componiste
- Wim Wertheim (1907-1998), Nederlands jurist en socioloog
- Lina Wertmüller (1928-2021) Italiaans filmregisseur en scenarioschrijfster
- Beppy van Werven, bekend als Lia Dorana, (1918-2010), Nederlands cabaretière en actrice
- Myriam Wéry (1960), Belgisch atlete

## Wes

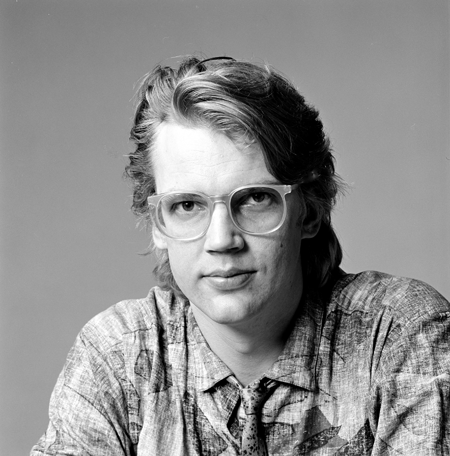
Henk Westbroek

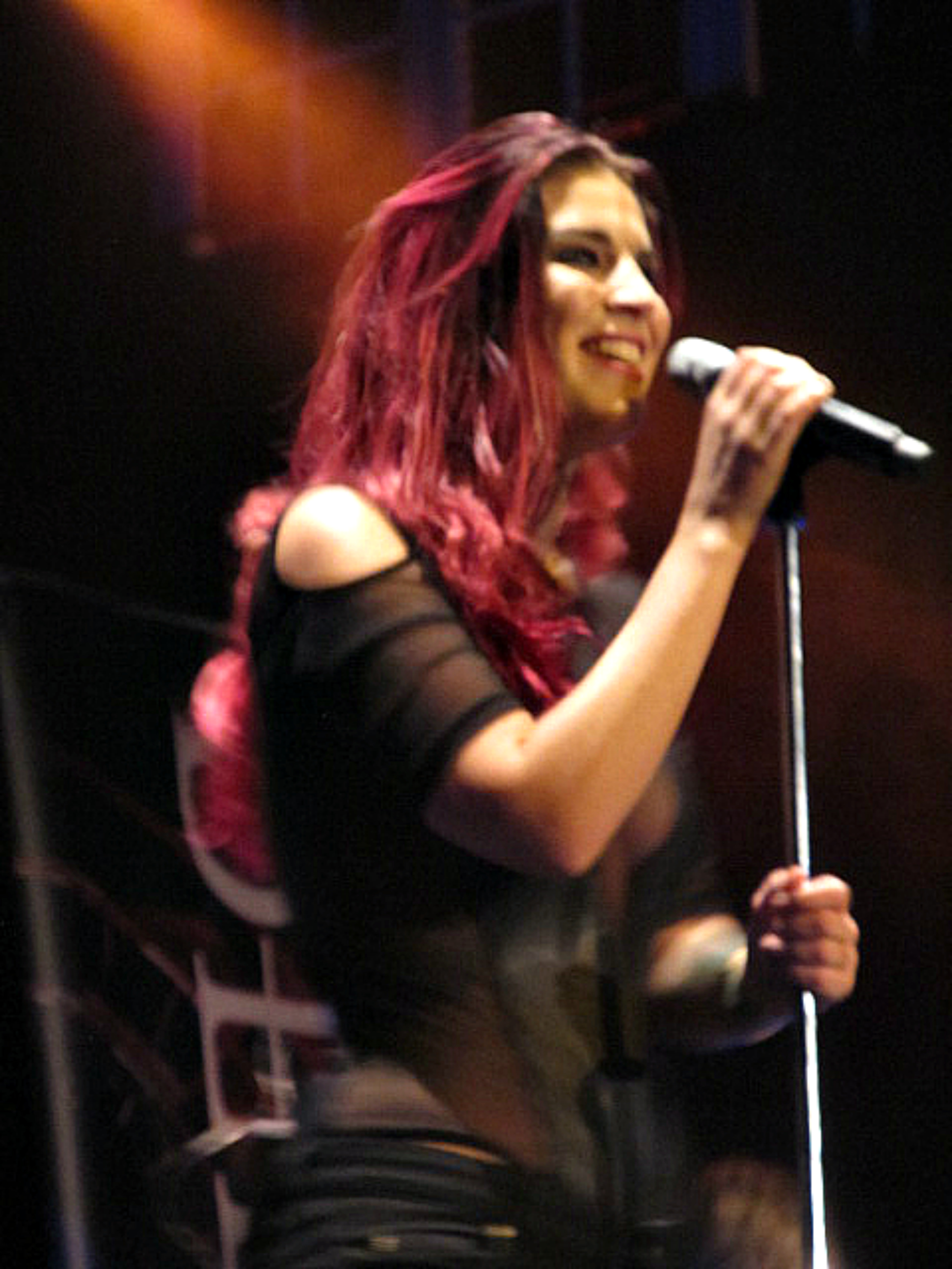
Charlotte Wessels

- Seth Wescott (1976), Amerikaans snowboarder
- Eric Wesdorp (1947), Nederlands roeier
- Arnold Simeon van Wesel (1918-1945), Nederlands jazzzanger
- Jakob van Wesembeeck, Nederlands staatsman en raadspensionaris van Antwerpen
- Kendall Wesenberg (1990), Amerikaans skeletonster
- Arnold Wesker (1932-2016), Brits toneelschrijver
- John Wesley (1701-1791), Brits grondlegger van het methodisme
- Caspar Wessel (1745-1818), Noors wiskundige
- Hendricus Wessel (1887-1977), Nederlands atleet
- Horst Wessel (1907-1930), Duits componist en nazipoliticus
- Nicolette Wessel (1959), Nederlands roeister
- Ramses A. Wessel (1964), Nederlands jurist
- Ulrich Wessel (1946-1975), Duits terrorist
- Henk Wesseling (1937-2018), Nederlands geschiedkundige
- Riek Wesseling (1914-1995), Nederlands tekenares
- Adriaan Jan Wesselink (1909-1995), Nederlands astronoom
- Wim Wesselink (1924-2017), Nederlands politicus
- Jacques Wesselius (1931-2012), Nederlands kunstschilder
- A.P. Wesselman van Helmond (1908-1969), Nederlands architect
- Charlotte Wessels (1987), Nederlands zangeres
- Dik Wessels (1946-2017), Nederlands bouwondernemer
- Ditte Wessels (1937), Nederlands kunstenaar
- Herman Wessels (1954-2007), Nederlands ondernemer en sportbestuurder
- Paul Wessels (1946-2024), Nederlands politicus
- Alexander (Alexx) Wesselsky, Duits zanger
- Rudolf Wessely (1925-2016), Oostenrijks acteur
- Koen Wessing (1942-2011), Nederlands fotograaf
- Thomas Wessinghage, (1952), Duits atleet
- Adam West (1928-2017), Amerikaans acteur
- Albert West (1949-2015), Nederlands zanger
- Anthony West (1981), Australisch motorcoureur
- Cornel West (1953), Amerikaans hoogleraar theologie en Afro-Amerikaanse studie
- Franz West (1947-2012), Oostenrijks beeldhouwer
- Jerry Alan West (1938-2024), Amerikaans basketballer
- Kanye West (1977), Amerikaans producer en rapper
- Keith West (1943), Brits zanger
- Kieran West (1977), Brits roeier
- Mae West (1893-1980), Amerikaans actrice
- Samuel West (1966), Brits acteur en theaterdirecteur
- Till West, pseudoniem van Till Andermahr, Duitse diskjockey en producer
- Timothy West (1934-2024), Brits acteur
- Tony West (1972), Engels darter
- Henk Westbroek (1952), Nederlands musicus, radiopresentator en politicus
- Peter Westbury (1938-2015), Brits autocoureur
- Marcel van der Westen (1976), Nederlands atleet
- David Westenberg (1771-1846), Nederlands jurist
- Betsy Westendorp-Osieck (1880-1968), Nederlands kunstschilderes
- Carlos Westendorp Cabeza (1937), Spaans diplomaat, jurist en politicus
- Dick Westendorp (1939-2022), Nederlands bestuurder
- Fiep Westendorp  (1916-2004), Nederlands tekenares
- Frans Westendorp (1880-1969), Nederlands werktuigbouwkundig ingenieur
- Jacobus Johannes Westendorp Boerma (1901-1970), Nederlands historicus
- Jan Westendorp (1946), Nederlands burgemeester
- Nicolaas Westendorp (1773-1836), Nederlands predikant, schoolopziener en historicus
- Nicolaas Westendorp Boerma (1872-1951), Nederlands predikant en hoogleraar
- Roelf Westendorp Boerma (1911-1983), Nederlands latinist en hoogleraar
- Rudi Westendorp (1959), Nederlands hoogleraar ouderengeneeskunde
- Wim Westendorp (1930-2006), Nederlands Statenlid en burgemeester
- Wim Westendorp (1966-2012), Nederlands zanger
- Marieke Westenenk (1987), Nederlands actrice, zangeres en model
- Oscar Wester (1995), Zweeds freestyleskiër
- Travis Wester (1977), Amerikaans acteur, filmregisseur en schrijver
- Jacob Westerbaen (1599-1670), Nederlands dichter
- Bertha van Westerburg (-1418), Duitse adellijke vrouw
- Imagina van Westerburg (-1388), Duitse adellijke vrouw
- Tiemen Westerduin (1964), Nederlands jongerenwerker, schrijver en spreker
- Kurt Westergaard (1935-2021) Deens cartoonist
- Boy Westerhof (1985), Nederlands tennisser
- Marieke Westerhof (1974), Nederlands roeister
- Petra Westerhof (1969), Nederlands paralympisch sportster
- Raimo Westerhof (1986), Nederlands atleet
- Robert Westerholt (1975), Nederlands gitarist
- Owen Westerhout (1989), Nederlands atleet
- Jet Westerhuis (1970), Nederlands zangeres
- Co Westerik (1924), Nederlands schilder
- Bert Westerink (1957), Nederlands politicus
- Gerrit Westerink (1950), Nederlands politicus
- Anton Westerlaken (1955-2017), Nederlands vakbondsbestuurder
- Els van Westerloo (1945), Nederlands keramiste
- Gerard van Westerloo (1942), Nederlands keramist
- Gerard van Westerloo (1943-2012), Nederlands journalist
- Aalt Westerman (1946), Nederlands streektaalzanger en entertainer
- Mike Westerman (1988), Nederlands shorttracker
- Heiko Westermann (1983), Duits voetballer
- Hein van Westerouen van Meeteren (1950), Nederlands politicus, bedrijfsadviseur en conflictbemiddelaar
- Tjerk Westerterp (1930-2023), Nederlands politicus en minister
- Guido Westerwelle (1961-2016), Duits politicus
- Ruth Westheimer (Dr. Ruth) (1928-2024), Duits-Amerikaans sekstherapeute, schrijfster en televisiepresentatrice
- Victor Westhoff (1916-2001), Nederlands bioloog
- Stephen Westmaas (1971-2011), Surinaams cabaretier
- William Westmoreland (1914-2005), Amerikaans militair
- Wayne Westner (1961-2016), Zuid-Afrikaans golfspeler
- Celia Weston (1951), Amerikaans actrice
- Hendrik Jans Westra (1766-1831), Nederlands burgemeester
- Lieuwe Westra (1982-2023), Nederlands wielrenner
- Pieter Westra (1886-1947), Nederlands bestuurder in Nederlands-Indië en Suriname
- Rense Westra (1946-2015), Nederlands-Fries acteur
- Sjouke Westra (1907-1993), Nederlands schaatser
- Henk Westrus (1937-2013), Nederlands accordeonist en componist
- Vivienne Westwood (1941-2022), Brits modeontwerpster

## Wet
- Ernst van de Wetering (1938-2021), Nederlandse kunsthistoricus en Rembrandt-autoriteit.
- Henricus van de Wetering (1850-1929), Nederlands aartsbisschop
- Janwillem van de Wetering (1931-2008), Nederlands schrijver, zakenman en avonturier
- Mauri van de Wetering (1992), Nederlands voetbalster
- Gijs Weterings (1965), Nederlands hockeyer
- Thorgeir de Wetgever (ca. 940-na 1000), IJslands wetspreker, heidense priester en stamhoofd
- John Wetton (1949-2017), Brits muzikant
- Jake Wetzel (1976), Amerikaans/Canadees roeier
- Ute Wetzig (1971), Duits schoonspringster

## Wev

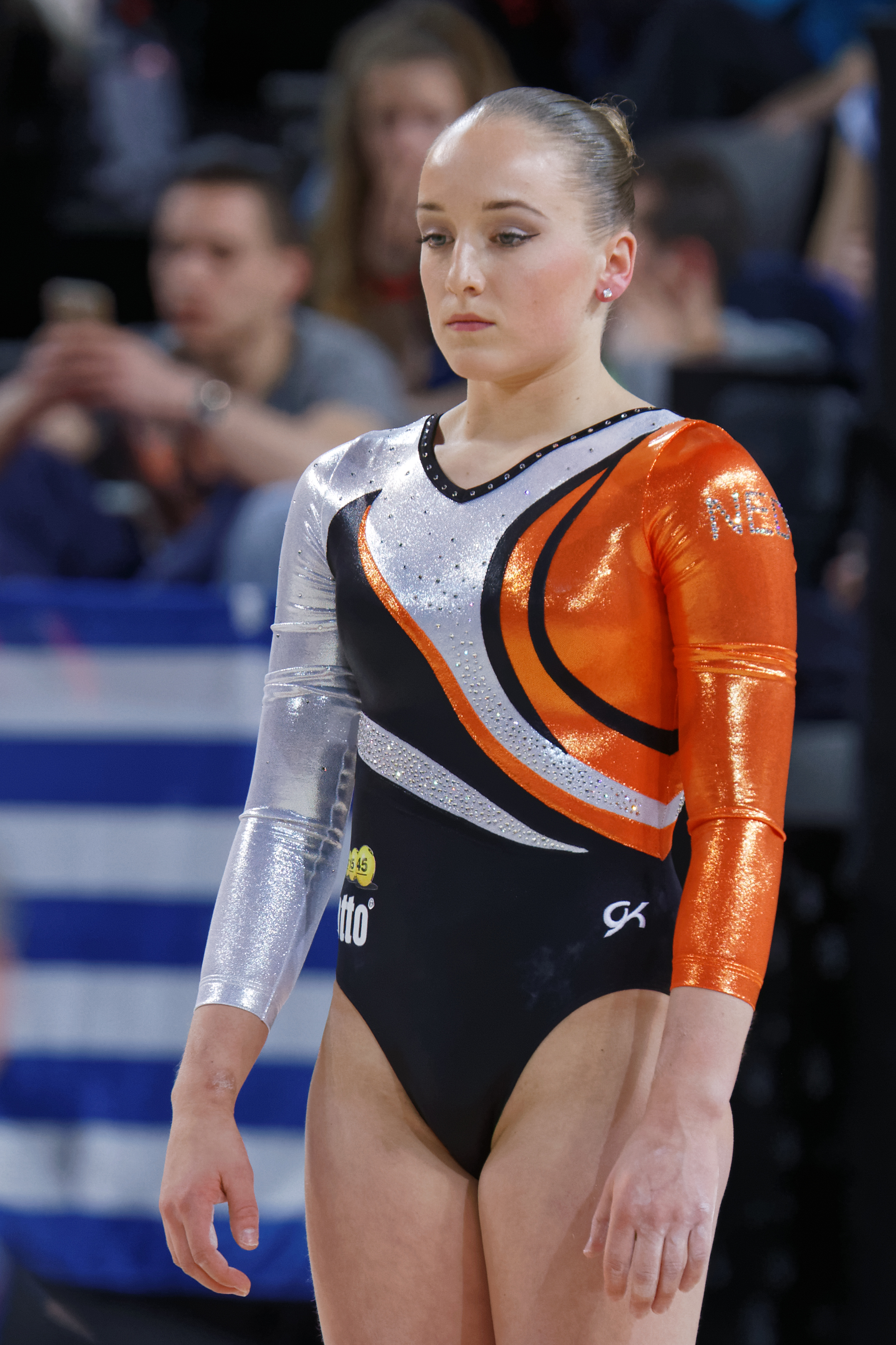
Sanne Wevers (2015)

- August de Wever (1874-1947), Nederlands arts en botanicus
- Frans de Wever (1869-1940), Nederlands arts
- Merritt Wever (1980), Amerikaans actrice
- Evelyn Wever-Croes (1966), Arubaans politicus
- Julien Weverbergh (1930-2023), Belgisch schrijver en uitgever
- Aukelien Weverling (1977), Nederlands schrijfster
- Erik Wevers (1970), Nederlands rallycoureur
- Sanne Wevers (1991), Nederlands turnster

## Wey
- Chuck Weyant (1923-2017), Amerikaans autocoureur
- Emma Weyant (2001), Amerikaans zwemster
- Jacob Campo Weyerman (1677-1747), Nederlands schrijver
- Wouter Weylandt (1984-2011), Belgisch wielrenner
- Charles Rodolph Weytingh (1871-1956), Nederlands bestuurder in Suriname
- Ben Weyts (1970), Belgisch politicus
- Britt Weyts (?), Belgisch juriste, advocate en hoogleraar
- Johan Weyts (1939-2021), Belgisch advocaat en politicus
- Staf Weyts (1909-1985), Belgisch schrijver

## Wez
- Han Wezelaar (1901-1984), Nederlands beeldhouwer
- Cor Wezepoel (1896-1954), Nederlands atleet